# Saint-Nizier-d'Azergues
Saint-Nizier-d'Azergues és un municipi francès situat al departament del Roine i a la regió d'Alvèrnia-Roine-Alps. L'any 2007 tenia 685 habitants.

## Demografia

### Població
El 2007 la població de fet de Saint-Nizier-d'Azergues era de 685 persones. Hi havia 297 famílies de les quals 94 eren unipersonals (37 homes vivint sols i 57 dones vivint soles), 106 parelles sense fills, 77 parelles amb fills i 20 famílies monoparentals amb fills.
La població ha evolucionat segons el següent gràfic:
Habitants censats

### Habitatges
El 2007 hi havia 447 habitatges, 295 eren l'habitatge principal de la família, 110 eren segones residències i 42 estaven desocupats. 408 eren cases i 36 eren apartaments. Dels 295 habitatges principals, 223 estaven ocupats pels seus propietaris, 64 estaven llogats i ocupats pels llogaters i 8 estaven cedits a títol gratuït; 1 tenia una cambra, 13 en tenien dues, 49 en tenien tres, 84 en tenien quatre i 147 en tenien cinc o més. 200 habitatges disposaven pel capbaix d'una plaça de pàrquing. A 121 habitatges hi havia un automòbil i a 142 n'hi havia dos o més.

### Piràmide de població
La piràmide de població per edats i sexe el 2009 era:
| Homes | Edats   | Dones |
| ----- | ------- | ----- |
| 0     | 95 o +  | 0     |
| 0     | 90 a 94 | 4     |
| 0     | 85 a 89 | 12    |
| 0     | 80 a 84 | 0     |
| 16    | 75 a 79 | 8     |
| 8     | 70 a 74 | 24    |
| 12    | 65 a 69 | 20    |
| 24    | 60 a 64 | 20    |
| 12    | 55 a 59 | 12    |
| 40    | 50 a 54 | 24    |
| 48    | 45 a 49 | 32    |
| 16    | 40 a 44 | 32    |
| 16    | 35 a 39 | 8     |
| 16    | 30 a 34 | 12    |
| 20    | 25 a 29 | 12    |
| 20    | 20 a 24 | 12    |
| 28    | 15 a 19 | 20    |
| 36    | 10 a 14 | 16    |
| 16    | 5 a 9   | 16    |
| 4     | 0 a 4   | 16    |

## Economia
El 2007 la població en edat de treballar era de 432 persones, 351 eren actives i 81 eren inactives. De les 351 persones actives 333 estaven ocupades (192 homes i 141 dones) i 18 estaven aturades (9 homes i 9 dones). De les 81 persones inactives 27 estaven jubilades, 25 estaven estudiant i 29 estaven classificades com a «altres inactius».

### Ingressos
El 2009 a Saint-Nizier-d'Azergues hi havia 298 unitats fiscals que integraven 718 persones, la mediana anual d'ingressos fiscals per persona era de 18.120 €.

### Activitats econòmiques
Dels 36 establiments que hi havia el 2007, 1 era d'una empresa de fabricació de material elèctric, 2 d'empreses de fabricació d'altres productes industrials, 7 d'empreses de construcció, 8 d'empreses de comerç i reparació d'automòbils, 2 d'empreses de transport, 8 d'empreses d'hostatgeria i restauració, 2 d'empreses d'informació i comunicació, 3 d'empreses immobiliàries, 2 d'empreses de serveis i 1 d'una empresa classificada com a «altres activitats de serveis».
Dels 13 establiments de servei als particulars que hi havia el 2009, 2 eren tallers de reparació d'automòbils i de material agrícola, 2 paletes, 4 guixaires pintors i 5 restaurants.
Dels 2 establiments comercials que hi havia el 2009, 1 era una botiga de menys de 120 m² i 1 un drogueria.
L'any 2000 a Saint-Nizier-d'Azergues hi havia 12 explotacions agrícoles que ocupaven un total de 228 hectàrees.

## Equipaments sanitaris i escolars
El 2009 hi havia 2 escoles elementals.

## Poblacions més properes
El següent diagrama mostra les poblacions més properes.